# Basse-sur-le-Rupt
 Basse-sur-le-Rupt  es una población y comuna francesa, en la región de Lorena, departamento de Vosgos, en el distrito de Épinal y cantón de Saulxures-sur-Moselotte.

## Demografía
| 838 | 778 | 704 | 786 | 804 | 819 |
| Para los censos de 1962 a 1999 la población legal corresponde a la población sin duplicidades (Fuente: INSEE [Consultar]) |     |     |     |     |     |